# Dąbrówka (powiat białobrzeski)
Dąbrówka – wieś w Polsce, położona w województwie mazowieckim, w powiecie białobrzeskim, w gminie Białobrzegi.
Miejscowość wchodzi w skład sołectwa Stawiszyn. Według Narodowego Spisu Powszechnego z roku 2011 wieś liczyła 67 mieszkańców i była jedenastą co do liczby ludności miejscowością gminy.
W latach 1975–1998 miejscowość należała administracyjnie do województwa radomskiego.
Wierni Kościoła rzymskokatolickiego należą do parafii Zwiastowania Najświętszej Maryi Panny w Jasionnej.